# Militante Gruppe
El Militante Gruppe (en español, Grupo Miliciano) fue una guerrilla izquierda radical activa en Alemania, que apareció por primera vez en el año de 2001. El grupo vio los ataques como una parte legítima de su "lucha revolucionaria", que libró "sobre una base social revolucionaria y comunista-antiimperialista". En el área de Berlín, Brandeburgo y Sajonia-Anhalt, está acusada de varios ataques incendiarios, y el envío de balas a políticos. Además, inició “debate de militancia” dentro de la revista radical Interim. Según su propia información, el grupo se disolvió en julio de 2009. Las autoridades investigadoras ven al grupo Células de Acción Revolucionaria como el sucesor de MG.

## Historia

### Primeros años
El grupo militante (mg) apareció por primera vez en junio de 2001 enviando munición real al comisionado del gobierno para la compensación de los trabajadores forzados, Otto Graf Lambsdorff, y a los dos representantes de la iniciativa de la fundación empresarial alemana, Wolfgang Gibowski y Manfred Gentz. En una carta de confesión adjunta, los pagos de compensación para los trabajos forzosos bajo el reginen nacionalsocialista fueron descritos como demasiado bajos y criticaron que estas compensaciones tenían la intención de "trazar una línea" en el pasado alemán.
Aproximadamente al mismo tiempo, el 22 de junio de 2001, se llevó a cabo un incendio provocado en un vehículo perteneciente a la sucursal de Daimler-Benz en Berlín. En una carta de confesión, el grupo Daimler-Benz fue acusado de haber sido uno de los principales beneficiarios del trabajo forzoso y de ser uno de los impulsores del “espectáculo cínico de compensación” en la actualidad.
Como resultado, el Milintante Gruppe (mg) se atribuyó la responsabilidad de más ataques incendiarios. Estas y las cartas de confesión asociadas estaban relacionadas con los temas de recortes sociales, antiimperialismo, represión y antifascismo y compensación a los trabajadores forzados. Se nota que el grupo intentó retomar los debates y conflictos sociales actuales e influir en ellos. Por ejemplo, en otoño de 2004, en el momento álgido de las protestas contra Hartz IV, confesó haber cometido ataques incendiarios contra una oficina de bienestar social y una oficina de distrito.

## Actividad y seguimiento policial
La Oficina Federal de Policía Criminal (BKA) investigó a MG por la formación de una organización terrorista en nombre del fiscal general de 2001 a 2007. El 28 de noviembre de 2007, la Corte Federal de Justicia (BGH) dictaminó que mg no era una organización terrorista (según el artículo 129a del Código Penal) y por lo tanto cuestionó la competencia de la Fiscalía Federal. Al mismo tiempo, el tribunal de Karlsruhe suspendió las órdenes de captura contra tres presuntos miembros de MG.
La BKA fue acusada de intentar "provocar una reacción violenta por parte de MG", los presuntos miembros y simpatizantes del grupo también deberían ser investigados por miembros del BKA. Los diversos textos publicados en internet por el grupo fueron introducidos como prueba en 2009 durante el proceso en curso para demostrar cómo la MG promovió y preparó actos de violencia.
El 8 de noviembre de 2003 la revista Focus alegó en un informe preliminar que la BKA conocía las identidades de cuatro miembros del grupo militante y que estaban siendo perseguidos bajo sospecha de formar un grupo terrorista, y asociación terrorista.  Numerosos medios difundieron el mensaje en el que cuatro hombres de Berlín fueron nombrados por su primer nombre y apellido abreviado. Se alegó que uno de los hombres tenía contacto directo con el canciller federal Gerhard Schröder. Sin embargo, en un artículo publicado dos días después, el Focus relativizó sus afirmaciones citando a un "conocedor del caso" con las palabras: "Todavía nos faltan pruebas sólidas". Se dice que una de las personas nombradas falleció casi un año antes, y se ha experimentado un error durante la intervención de su celular.
En una respuesta publicada en el "Berliner Kurier", uno de los nombrados niega cualquier participación en los ataques y pertenencia al grupo MG. También contradice las afirmaciones de que cambió su comportamiento telefónico después de enterarse de la vigilancia telefónica. Según informes de la revista "Analyze & kritik", los cuatro acusados han emprendido acciones legales contra el "Focus" y otros medios que publicaron la nota. La investigación contra los cuatro berlineses nombrados en Focus se cerró en septiembre de 2008 sin ningún resultado.

## Investigaciones
El 1 de agosto de 2007 se emitieron órdenes de arresto contra los cuatro berlineses Florian L., Oliver Rast, Axel H. y Andrej Holm bajo sospecha de pertenencia a una organización terrorista. Se dice que Florian L., Oliver R. y Axel H. juzgaron el 31 de julio de 2007 en Brandenburgo acusados de incendiar tres vehículos de la Bundeswehr.
La investigación contra Andrej Holm y otros tres berlineses por pertenecer al "MG" comenzó en 2006. Matthias B., quien también fue acusado pero no arrestado, acreditó que tenía “los prerrequisitos intelectuales y fácticos requeridos para escribir los textos comparativamente exigentes del grupo militante” y que, como científico, tuvo la oportunidad de realizar la investigación bibliotecaria necesaria que se realice sin llamar la atención. Ambos científicos utilizan los términos “precarización” y “gentrificación” en sus publicaciones, que también aparecen en las cartas de responsabilidad del “MG”. Según los abogados, la Fiscalía Federal evalúa estos hechos como indicios que hablan a favor de la pertenencia al "mg". Sin embargo, la Fiscalía Federal niega que las acusaciones se basen esencialmente en tales similitudes textuales, sin,citar otros indicios.
Después de que Andrej Holm se reuniera dos veces con Florian L. en la primavera de 2007, este último fue incluido en la investigación y las observaciones. Probablemente Holm no se llevó su teléfono celular a estas reuniones y acordó reunirse a través de una cuenta de correo electrónico anónima. La Fiscalía Federal ve esto como un indicio del carácter conspirativo de las reuniones. Oliver Rast fue arrestado por las autoridades investigadoras porque Florian L. estaba en contacto con él. Axel H. no fue conocido por el fiscal federal hasta que fue detenido el 31 de julio de 2007. Los cuatro sospechosos reciben el apoyo de investigadores internacionales que temen por la libertad de la ciencia en vista de las acusaciones contra Andrej Holm. También hay una "Carta abierta al Ministerio Público Federal contra la criminalización de la ciencia crítica y el compromiso político" en Internet.
Los cuatro sospechosos reciben apoyo del internacional Andrej Holm quien fue puesto en libertad el 23 de agosto de 2007, sujeto a condiciones. El 24 de octubre de 2007 la orden de aprehensión fue revocada por la Corte Federal de Justicia por falta de sospechas. El Tribunal Federal de Justicia anunció que revisaría en qué medida de asociación terrorista podría aplicarse al incendio provocado y los otros supuestos actos del "MG", que los delitos penales acusados de dicho grupo no fueron suficientes “para causar un daño considerable al Estado o una organización internacional por la naturaleza de su comisión o sus efectos”. Como resultado, los motivos de encarcelamiento en virtud del artículo 129a del Código Penal ya no se aplican a los tres reclusos restantes y podían ser solo suficiente una acusación bajo la Sección 129 StGB  (asociación criminal) , y emitió las órdenes de arresto contra Florian L., Oliver R. y Axel H. contra condiciones fuera de ejecución. Los acusados comparecieron ante el Senado de Seguridad del Estado del Tribunal Regional Superior de Berlín el 21 de junio de 2008.
En octubre de 2009, los acusados fueron condenados a entre tres y tres años y medio de prisión por pertenencia a una organización delictiva e intento de incendio provocado. 1000 personas se manifestaron en todo el país el día en que se pronunció el veredicto bajo el lema “Fuego y llama de la represión” y se solidarizaron con los condenados.

## Posiciones políticas y estratégicas
Según la Oficina Federal de Policía Criminal, el grupo militante tiene una base ideológica comunista. Una “organización revolucionaria que se da a sí misma la estructura de un partido” fue nombrada como un objetivo a largo plazo en una carta de confesión. Además, el "MG" pide que se fortalezca y apoye el movimiento de izquierda radical. Otro extracto de un artículo teórico de la “mg” deja claro “que para las condiciones socioeconómicas en la Alemania actual sólo dejan una salida, por ejemplo, crear una estructura organizativa del PCE(r) GRAPO.

## Actividad del grupo
El grupo fue acusado de 25 ataques incendiarios, los daños materiales ascendieron a unos 840 000 euros.
| Fecha                         | Muertos | Heridos | Descripción del ataque |
| ----------------------------- | ------- | ------- | --- |
| Junio 2001                    | 0       | 0       | Se reporta el envío de cartas amenazantes y munición real al comisionado del gobierno para la compensación de los trabajadores forzosos, Otto Graf Lambsdorff, ya los representantes de la "Iniciativa de la Fundación de Empresas Alemanas". "Las balas también marcan una línea al final", es una de las frases escritas en las cartas. |
| 22 de junio del 2001          | 0       | 0       | Atentado incendiario contra un vehículo de la sucursal de Daimler-Benz en Berlín. |
| 5 de febrero de 2002          | 0       | 0       | Intento de incendio provocado en la Oficina de Bienestar Social en Berlín-Reinickendorf y envío de una carta de confesión, un cartucho afilado y un cuchillo al Consejero Social de Reinickendorf, Frank Balzer (CDU), a quien se hace referencia en la carta de confesión como la "personificación del terror cotidiano en la oficina social". |
| 29 de abril de 2002           | 0       | 0       | Ataque incendiario contra vehículos de la sucursal de Daimler-Chrysler en Großziethen, un suburbio de Berlín. |
| Enero del 2003                | 0       | 0       | Se registró un ataque incendiario en la oficina de impuestos de Berlín-Neukölln |
| 26 de febrero del 2003        | 0       | 0       | Se registra un ataque incendiario contra dos vehículos de la Bundeswehr en Petershagen, no se reportaron heridos. |
| 18 de septiembre              | 0       | 0       | Se registra un ataque incendiario contra el tribunal regional superior de Naumburgo (Saale) y un vehículo de la sucursal de la fiscalía en Halle en Naumburg. |
| Octubre del 2003              | 0       | 0       | Se registra un ataque incendiario contra vehículos del grupo ALBA AG en el suburbio de Reinickendorf, cerca de Berlín. |
| 1 de enero del 2004           | 0       | 0       | Se registró un ataque incendiario contra la sede del Instituto Alemán de Investigación Económica (DIW en sus siglas en inglés) en Berlín. |
| 30 de marzo del 2004          | 0       | 0       | Ataque incendiario contra el proyecto "MoZArT" dirigido por la Oficina de Empleo de Berlín Norte y la Oficina de Bienestar Social, esto en el distrito de Pankow. |
| 7 de mayo del 2004            | 0       | 0       | Se registró un ataque incendiario contra vehículos de Deutsche Telekom AG en el distrito de Wedding, cerca de la capital, Berlín. |
| 23 de septiembre del 2004     | 0       | 0       | Se registran ataques incendiarios contra una instalación administrativa de la Ley de prestaciones para solicitantes de asilo en la oficina del distrito de Reinickendorf y en la oficina de bienestar social de Tempelhof-Schöneberg. |
| 10 de enero del 2005          | 0       | 0       | Se registra ataque incendiario contra un nuevo edificio de la tienda de descuento Lidl en Berlín. |
| 29 de abril del 2005          | 0       | 0       | Se registraron dos ataques incendiarios contra vehículos del Ministerio de Desarrollo Rural, Medio Ambiente y Protección del Consumidor (MLUV) en Potsdam y un vehículo privado de un oficial de policía en el distrito de Reinickendorf. |
| Noviembre del 2005            | 0       | 0       | En un día de noviembre el grupo clama un ataque incendiario contra el Instituto Alemán de Investigación Económica (DIW) en el distrito de Steglitz. |
| 17 de febrero del 2006        | 0       | 0       | Se registró un ataque incendiario contra una sucursal de Renault en el distrito de Reinickendorf. En otra fecha si especificar se clamó un intento de incendio provocado en un vehículo en el Centre Français de Berlín en el distrito de Wedding. |
| 9 de abril del 2006           | 0       | 0       | EL MG clamó un ataque incendiario contra la flota de vehículos de la oficina de orden público en el distrito berlinés de Treptow-Köpenick. |
| 5 de mayo-24 de mayo del 2006 | 0       | 0       | El grupo clama un ataque incendiario contra dos vehículos de servicio de la policía de Berlín en el distrito de Lichtenrade. En su carta de confesión, el grupo criticó una operación policial del 1 de mayo en Berlín. Días después el grupo clamó un ataque incendiario en el tribunal social en Berlín-Mitte |
| 20 de julio del 2006          | 0       | 0       | El grupo ataca con Cocteles molotov un concesionario de automóviles en Berlín-Mitte. |
| 4 de septiembre del 2006      | 0       | 0       | Se registra un atentado incendiario contra dos vehículos oficiales de la Policía Federal en el distrito de Lichtenberg. El motivo de este ataque viene dado por el mg en su adjudicación de que cinco refugiados y un ayudante de escape murieron en un accidente en un automóvil después de una persecución policial. |
| 11 de septiembre del 2006     | 0       | 0       | El MG reivindicó un atentado incendiario contra cuatro vehículos oficiales de la oficina de orden público en el distrito de Reinickendorf. |
| 20 de diciembre del 2006      | 0       | 0       | Se registra un ataque incendiario contra los garajes de la consulta de un médico en Dessau y lanzamiento de bolsas de pintura sobre la casa de un oficial de policía superior en Wolfen. El trasfondo de los ataques fue la muerte de Oury Jalloh, el MG acusa al médico de sacar sangre de Oury Jalloh y hacer declaraciones racistas después de su muerte, al oficial de policía, como líder del grupo de servicio, de ignorar la alarma de incendio de la celda de Jalloh y apagarla dos veces. |
| 15 de enero del 2007          | 0       | 0       | Ataque incendiario contra vehículos de la Policía Federal en Uraniemburgo. La razón aducida por el grupo militante es que la Policía Federal es el “órgano ejecutivo central de persecución y deportación de migrantes y refugiados en la RFA”. La acción debía intervenir directamente en la “maquinaria de deportación” y representar un ejemplo de antirracismo militante. Además, este ataque es la primera contribución a la “campaña militante contra la cumbre del G8”.                     |
| 16 de marzo de 2007           | 0       | 0       | Se registra un ataque incendiario contra un complejo de oficinas de la Asociación de Industriales y Empresarios de Turquía y la Cámara de Comercio Italiana para Alemania. V. en Berlín. En una carta de confesión que surgió tres días después, los autores abordaron el Día Internacional de Acción por la Libertad de los Presos Políticos. |
| 18 de mayo de 2007            | 0       | 0       | Se registran ataques incendiarios contra dos vehículos policiales en la localidad berlinesa de Spandau. La carta de confesión que surgió cuatro días después explica las razones del ataque, entre otras cosas, estaban relacionadas con las redadas antes de la cumbre del G8 en Heiligendamm en 2007. |

### Disolución
El 7 de julio de 2009 la revista Radikal publicó una declaración de disolución del grupo militante. Decía: "Nos estamos disolviendo aquí y ahora como "MG". Las disputas ideológicas y de praxis fueron nombradas como razones. Además, el "mg" se atribuyó la responsabilidad de nuevos ataques.